# 楊紀琬
楊紀琬（1917年11月—1999年2月6日），上海松江人，中國會計學家。

## 生平
楊紀琬早年毕业於上海国立商学院。之後任国立上海商学院、东吴大学、光华大学等的会计学教授。 楊紀琬在1949年之後，曾歷任中华人民共和国财政部會計司司長，中國註冊會計師協會首任會長。 楊紀琬在任其間，建議及推動恢復中國註冊會計師制度，所以是中國會計制度的奠基人之一。 

## 著作
- 《怎样閲讀工业企业会計报表》 中国財政經济出版社 1963年
- 《会计理论探索丛书》 西南财经大学出版社
- 《经济大辞典：会计巻》  與娄尔行合编 上海辞书出版社 1991年
- 《中國現代會計手册》  中國財政經濟出版社 1988年
- 《成本管理大辞典》  與许毅、王振之合编 由经济管理出版社出版 1987年

## 外部連線
- 楊紀琬生前簡歷